# Зелёная Поляна (Белгородская область)
Зелёная Поляна — село в Белгородском районе Белгородской области России. Входит в состав Беломестненского сельского поселения.

## История
Первоначальное название — Чёрная Поляна. «Первым заимщиком был некто Максим Яковлев» «поместный казак».
10-я ревизия зафиксировала деление крестьян черной Поляны на три группы: крестьяне государственные четвертные — «54 души мужск. пола»; крестьяне собст. бывш. Шатохина (на дарст. наделе) — 34 души мужск. пола; «крестьяне собств. быв. Юрьева (на дар.наделе) — 44 души мужск. пола».
В 1890 г Чёрная Поляна — село Старогародской волости Белгородского уезда, 570 жителей (284 муж и 286 жен.пола).
Переименование села в Зелёную Поляну произошло в 1960-е гг. В 1979 г. в с Зелёная Поляна Беломестненского сельского Совета было 963 жителя, в 1989 г. — 707 (321 муж и 386 жен). Вначале 1980-х гг. на окраине Зелёной Поляны, на живописном склоне вырос целый поселок садоводов-горожан, а в начале 1990-х гг. стали сооружаться коттеджи частных владельцев.
К началу 1998 г в с Зелёная Поляна было 834 жителя и 346 хозяйств.
В 1968 г. указом президиума ВС РСФСР село Чёрная Поляна переименовано в Зелёная Поляна.

## Население
| 2002 | 2010  |
| ---- | ----- |
| 1086 | ↗1276 |